# 高浜市立翼小学校
高浜市立翼小学校（たかはましりつ つばさしょうがっこう）は、愛知県高浜市神明町にある公立小学校である。2002年（平成14年）に開校し、高浜市に5校ある小学校の中でもっとも新しい。2018年度（平成30年度）の児童数は734人。

## 地理
翼小学校の学区は高浜市の北東部に位置する。北東には豊田自動織機高浜工場があり、東は水田地帯である。西にはエディオン高浜店・ドミー高浜店・スギ薬局高浜店などのロードサイド店舗が集積している。開校した2002年度（平成14年度）の児童数は614人だったが、2007年度（平成19年度）には655人となり、2017年度（平成29年度）には742人にまで増加している。

## 歴史

### 年表
- 2002年（平成14年）4月1日 -  高浜市5番目の小学校として高浜市立翼小学校が開校[1]。学校名は公募により決定[2]｡
- 2012年（平成24年）1月 -  創立10周年記念行事を開催[2]。
- 2014年（平成26年）12月18日 - 土曜クラブが文部科学大臣表彰を受賞[1][2]。
- 2017年（平成29年）11月14日 - PTAが文部科学大臣表彰を受賞[2]。

### 児童数の変遷
『愛知県小中学校誌』（2018年）によると、児童数の変遷は以下の通りである。
| 2002年（平成14年） | 614人 |  |
| 2007年（平成19年） | 655人 |  |
| 2017年（平成29年） | 742人 |  |